# Dubșarî, Rojneativ
Dubșarî (în ucraineană Дубшари) este un sat în comuna Duba din raionul Rojneativ, regiunea Ivano-Frankivsk, Ucraina.

## Demografie
Componența lingvistică a localității Dubșarî
     Ucraineană (98,04%)
     Rusă (1,31%)
     Alte limbi (0,65%)
Conform recensământului din 2001, majoritatea populației localității Dubșarî era vorbitoare de ucraineană (98,04%), existând în minoritate și vorbitori de rusă (1,31%).